# Nkisi

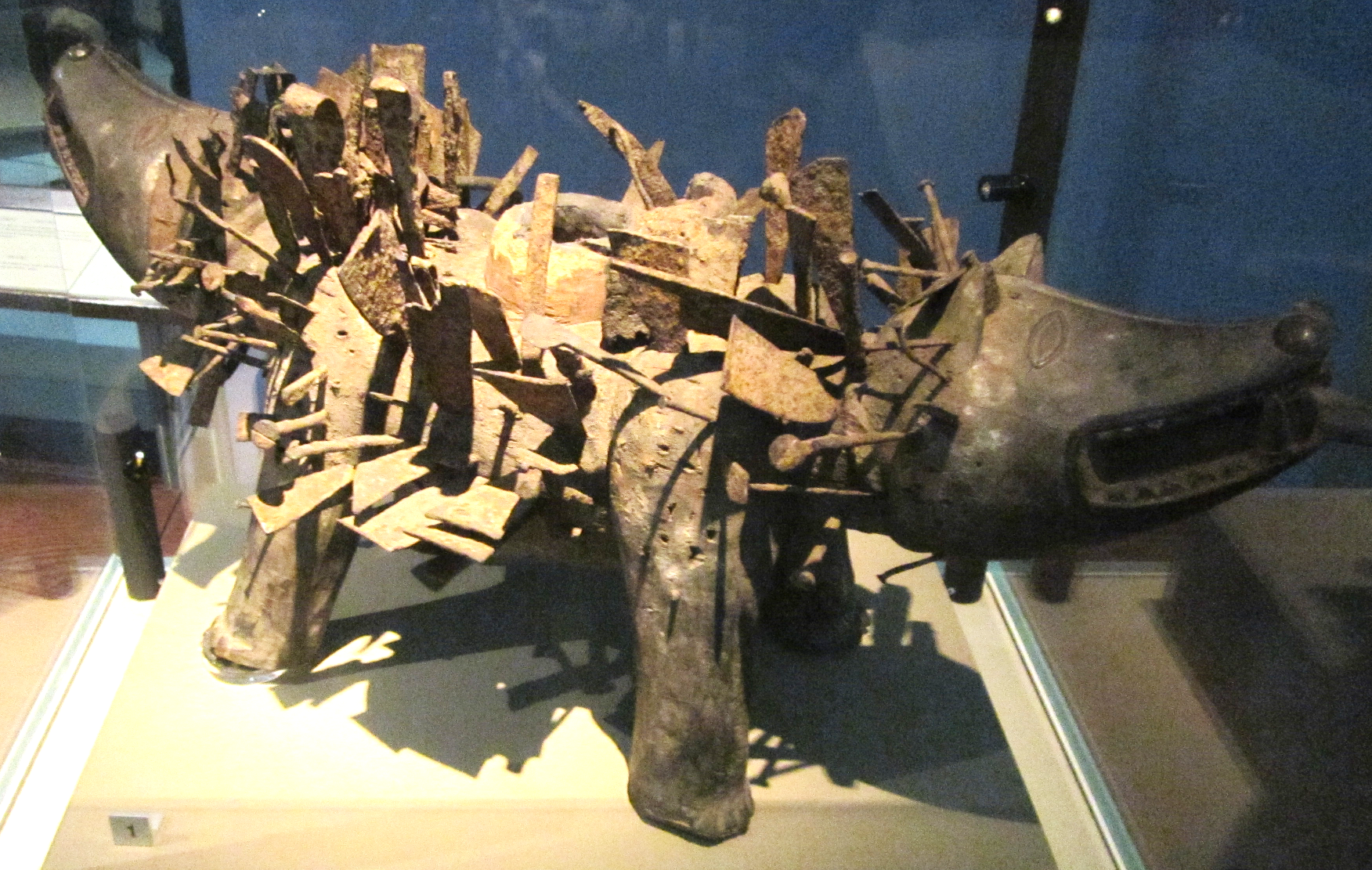
Nkisi dwugłowe

Nkisi (l.mn. minkisi) – w religii ludu Bakongo duch lub bóstwo zamieszkujące różnego rodzaju przedmioty, fetysze, obdarzone dzięki temu magiczną mocą. Przedmioty te, niekiedy przedstawiające postać ludzką, również nazywane nkisi, wykorzystywane są podczas zawierania umów, składania przysięgi itp.
Szczególną odmianą minkisi są „nkisi nkonde”, fetysze gwoździowe, przy których magiczne moce przywoływane są poprzez wbijanie w figurkę kolejnych gwoździ. Sam wygląd fetysza ma budzić grozę i respekt. Fetysze gwoździowe służyły do sprowadzania choroby lub śmierci na inne osoby.
Czasami figurki w formie zwierzęcej mają dwie głowy, co symbolizuje fakt, że mogą być wykorzystywane przez czarownika zarówno do uzdrawiania, jak i szkodzenia.
Nkisi znane są również w religiach afroamerykańskich pochodzenia kongijskiego, takich jak palo mayombe na Kubie czy candomblé w Brazylii.